# Renate Dillmann
Renate Dillmann (früher Renate Paeschke; * 1954) ist eine deutsche Journalistin und Sachbuchautorin.
Nach eigenen Angaben studierte Dillmann Politikwissenschaft, Geschichte und Soziologie an der Johannes Gutenberg-Universität Mainz und legte dort 1979 das 1. Staatsexamen ab, das 2. Staatsexamen folgte 1984 in Dortmund. 1989 wurde sie an der Fernuniversität in Hagen promoviert. Bisherige Tätigkeiten waren: Lehrerin, wissenschaftliche Mitarbeiterin, freie Journalistin, Lehrbeauftragte und Vertretungsprofessorin.
Als Journalistin verfasste Dillmann Artikel für Nd, die Junge Welt, Konkret, die NachDenkSeiten und Telepolis. Sie betreibt den Podcast Der Real Existierende Wahnsinn bei 99 ZU EINS.

## Schriften (Auswahl)
- Medien. Macht. Meinung. Auf dem Weg in die Kriegstüchtigkeit. PapyRossa Verlag, Köln 2024, ISBN 978-3-89438-834-8.
- China. Ein Lehrstück über alten und neuen Imperialismus, einen sozialistischen Gegenentwurf und seine Fehler, die Geburt einer kapitalistischen Gesellschaft, den Aufstieg einer neuen Großmacht.  5. aktualisierte und ergänzte Neuausgabe, Die Buchmacherei, Berlin 2021, ISBN 978-3-9822036-7-6 (Erste Auflage: VSA-Verlag, Hamburg 2009, ISBN 978-3-89965-380-9).
- Mit Arian Schiffer-Nasserie: Der soziale Staat. Über nützliche Armut und ihre Verwaltung: ökonomische Grundlagen, politische Maßnahmen, historische Etappen. VSA-Verlag, Hamburg 2018, ISBN 978-3-89965-885-9.
- Als Renate Paeschke: Die Deduktion des Staates bei Thomas Hobbes. Eine Betrachtung der Hobbesschen Staatsbegründung im „Leviathan“ und eine kritische Durchsicht ausgewählter deutschsprachiger Hobbes-Interpretationen. Lang, Frankfurt am Main/Bern/New York/Paris 1989, ISBN 978-3-631-41815-4 (zugleich Dissertationsschrift, Fernuniversität Hagen 1988).